# Rudolf Olden
Pour les articles homonymes, voir Olden (homonymie).
Rudolf Olden (né le 14 janvier 1885 à Stettin et mort le 18 septembre 1940 dans l'océan Atlantique) est un journaliste, écrivain et avocat allemand. Il est une figure publique de la République de Weimar.

## Biographie
Rudolf Olden est le fils de l'écrivain Johann Oppenheim (depuis 1891 Hans Olden (de)) et son épouse, l'actrice Rosa Stein. Le journaliste et écrivain Balder Olden est son frère aîné, l'économiste Heinrich Bernhard Oppenheim et le peintre Moritz-Daniel Oppenheim, des parents éloignés.
Après avoir obtenu son abitur, il pense à faire carrière dans l'armée. Il commence en tant que volontaire à Darmstadt, participe à l'occupation de la Belgique et l'invasion de la France, et arrive au printemps 1915 sur le front russe. Son expérience de l'armée lui fait quitter l'armée où il avait fini premier-lieutenant. Il devient journaliste pour le journal pacifiste viennois Der Friede (de) et fait partie de la rédaction de Neuen Tag.

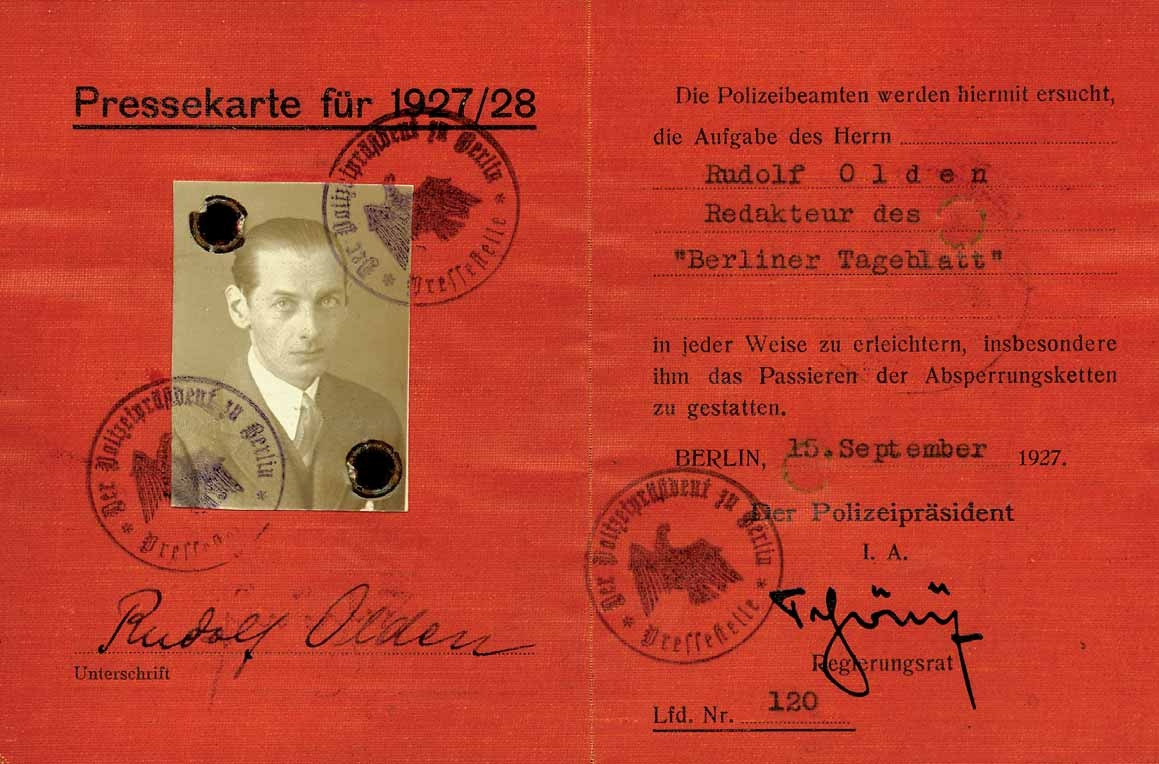
Carte de presse de Rudolf Olden en 1927

En 1920, il épouse la psychanalyste Marie-Christine Fournier, la fille du professeur d'histoire viennois, August Fournier (de). Il devient ami avec Richard Arnold Bermann, Benno Karpeles (de), Egon Erwin Kisch, Alfred Polgar. Après la faillite du journal Der neue Tag, il fonde en 1924 avec Hugo Bettauer Er und Sie. Wochenschrift für Lebenskultur und Erotik (« Lui et Elle. Magazine hebdomadaire pour le style de vie et l'érotisme »). Le magazine est si controversé qu'il doit s'arrêter après cinq numéros.
En 1926, Rudolf Olden est embauché à Berlin par Theodor Wolff pour la rédaction du journal Berliner Tageblatt. Il y est éditorialiste politique et devient rédacteur en chef adjoint. Il épouse la styliste Isolde Boguth. Il devient aussi un journaliste connu pour ses participations dans les journaux Die Menschenrechte, Die Weltbühne, Das Tage-Buch (de).

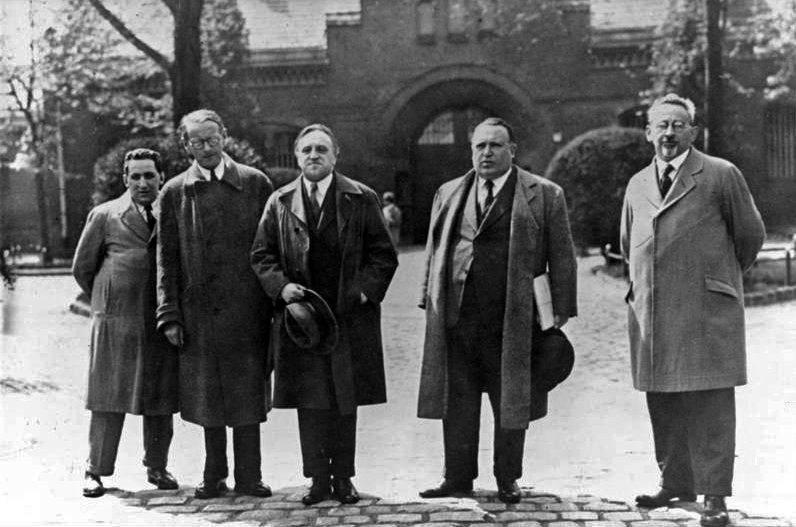
Carl von Ossietzky et ses avocats devant la prison de Tegel en 1932. De gauche à droite: Kurt Grossmann, Rudolf Olden, Carl von Ossietzky,, Kurt Rosenfeld.

En 1926, il devient aussi avocat et exerce cette profession. En 1931, il est nommé au conseil d'administration de la Ligue allemande des droits de l'homme. Le 4 août 1931, Kurt Tucholsky écrit dans Die Weltbühne « Les soldats sont des assassins ». Le rédacteur en chef Carl von Ossietzky est accusé d'"outrage au Reichswehr". Rudolf Olden prend la défense d'Ossietzky et obtient son acquittement.
Il participe à une conférence d'écrivains qui s'ouvre le 17 février 1933 à l'Opéra Kroll de Berlin et fait partie des 1500 signataires (artistes, scientifiques, quelques politiques) de la pétition publiée deux jours après, Das Freie Wort (de) (Le mot libre), qui dénonce l'arrivée au pouvoir des nazis. Il fait un troisième mariage avec la psychanalyste Ika Halpern avec qui il a en 1938 une fille Mary Elizabeth Olden, dite "Kutzi".
Le lendemain de l'incendie du Reichstag, prévenu par des amis, Rudolf Olden échappe à l'arrestation. Il fuit à Prague et publie de manière anonyme un essai "Hitler der Eroberer – Die Entlarvung einer Legende" (Hitler le Conquérant - Le démasquage d'une légende). Il s'installe à Paris en 1934 où il sort son document "Schwarzbuch über die Lage der Juden in Deutschland" (Le livre noir sur la condition des Juifs en Allemagne). Il prend aussi la direction du journal de Sarrebruck Das Reich et s'oppose à l'annexion de la Sarre par le Troisième Reich.
Il publie des journaux pour les Allemands en exil : Das Neue Tage-Buch (de), Pariser Tageblatt (de), Die Sammlung (de). Gilbert Murray invite Olden à Londres et Oxford pour donner des conférences sur l'histoire et la politique allemandes. Il est le secrétaire du PEN club allemand en exil. Il prend des contacts, obtient des visas et des aides pour de nombreux intellectuels. Grâce à sa médiation, Robert Musil et son épouse parviennent à émigrer en Suisse. En 1935, Olden écrit une nouvelle biographie sur Adolf Hitler qui ne sort qu'en anglais Hitler the Pawn (Hitler le pion).
En 1936, Rudolf Olden est déchu de sa nationalité allemande. Apatride, il continue d'être le secrétaire du PEN et appuie pour l'obtention du prix Nobel de la paix à Carl von Ossietzky, alors emprisonné en Allemagne. Lors de l'entrée en guerre de la Grande-Bretagne, Olden tombe malade et est interné ; il accepte néanmoins un poste de professeur à The New School à New York. Olden et sa femme confient auparavant leur fille pour un transport d'enfants au Canada. Ils s'embarquent ensuite sur un paquebot, le City of Benares qui fait route vers le Canada. Mais le navire est coulé le 18 septembre 1940 par le U-Boot U 48. Rudolf Olden et sa femme meurent dans ce naufrage dans lequel meurent en tout 248 personnes.

## Œuvre
- Stresemann. Eine Biographie. Rowohlt, Berlin 1929.
- Propheten in deutscher Krise. Das Wunderbare oder Die Verzauberten. Eine Sammlung. Hg. v. Rudolf Olden. Rowohlt, Berlin 1932.
- Schwarzbuch über die Lage der Juden in Deutschland. Paris 1934.
- Hitler der Eroberer. Entlarvung einer Legende. Fischer, Frankfurt/M. 1984,  (ISBN 3-596-25185-0) (Repr. d. Ausg. Amsterdam 1935).
- Hindenburg oder der Geist der preussischen Armee. Gerstenberg, Hildesheim 1982,  (ISBN 3-8067-0911-4) (Repr. d. Ausg. Paris 1935).
- Die Geschichte der Freiheit in Deutschland. Verlag Das andere Deutschland 1948.

Écrits autobiographiques
- Rudolf et Ika Olden: In tiefem Dunkel liegt Deutschland. Von Hitler vertrieben, ein Jahr deutsche Emigration. Metropol, Berlin 1994,  (ISBN 3-926893-20-6).

Lettres
- Rudolf Olden, Peter Olden: Briefe aus den Jahren 1935-1936. Hrsg. von Charmian Brinson und Marian Malet. Verlag europäische Ideen, Berlin 1987, ohne ISBN.

### Édition en français
- Stresemann, traduit par Jean Guignebert, Gallimard, 1932.